# Collegio elettorale di Mazara del Vallo (Senato della Repubblica)
Il collegio di Mazara del Vallo fu un collegio elettorale uninominale della Repubblica Italiana per l'elezione del Senato della Repubblica. Apparteneva alla circoscrizione Sicilia e fu utilizzato per eleggere un senatore nella XII, XIII e XIV legislatura.
Venne istituito nel 1993 con la cosiddetta Legge Mattarella (Legge n. 276, Norme per l'elezione del Senato della Repubblica), attuata in seguito al referendum abrogativo del 1993. La legge istituì per la Camera dei deputati e per il Senato della Repubblica un sistema di elezione misto, in parte maggioritario e in parte proporzionale. Il 75% dei parlamentari dell'assemblea veniva eletto in collegi uninominali tramite sistema maggioritario a turno unico; il restante 25% al Senato veniva eletto tramite recupero proporzionale dei più votati non eletti attraverso un meccanismo di calcolo denominato "scorporo", cioè sottraendo dal conteggio dei voti totali di una lista nella parte proporzionale i voti ottenuti dai candidati collegati alla medesima lista che erano eletti nei collegi uninominali con il sistema maggioritario.
Il collegio venne abolito insieme a tutti gli altri che costituivano il Senato con la promulgazione della legge elettorale successiva, la cosiddetta Legge Calderoli. Questa prevedeva un sistema proporzionale con premio di maggioranza, che al Senato veniva attribuito a livello regionale.

## Territorio
Il collegio di Mazara del Vallo era uno dei 20 collegi uninominali in cui era suddivisa la Sicilia e, come previsto dal D.Lgs. del 20 dicembre 1993 n. 535, era compreso nelle province di Palermo e di Trapani e comprendeva i seguenti comuni: Alcamo, Balestrate, Borgetto, Buseto Palizzolo, Calatafimi, Campobello di Mazara, Castellammare del Golfo, Castelvetrano, Gibellina, Mazara del Vallo, Pantelleria, Partanna, Partinico, Poggioreale, Salaparuta, Santa Ninfa e Trappeto. 

## Eletti
| Elezione | Elezione | Senatore           | Partito                  |
| -------- | -------- | ------------------ | ------------------------ |
|          | 1994     | Ludovico Corrao    | L'Ulivo (PDS)            |
|          | 1996     | Baldassare Lauria  | Polo per le Libertà (FI) |
|          | 2001     | Giuseppe Bongiorno | Casa delle Libertà (AN)  |

## Dati elettorali

### XII legislatura
|                               | Ludovico Corrao ✔️ Eletto | Progressisti          | 48 942  | 44,96 |  |  |  |  |  |
|                               | Alberto Alessi            | Polo del Buon Governo | 41 701  | 38,31 |  |  |  |  |  |
|                               | Giovanni Alesi            | Patto per l'Italia    | 17 034  | 15,65 |  |  |  |  |  |
|                               | Angelo Di Nica            | Vespri Siciliani      | 1 183   | 1,09  |  |  |  |  |  |
| Totale                        | Totale                    | Totale                | 108 860 | 100   |  |  |  |  |  |
|                               |                           |                       |         |       |  |  |  |  |  |
| Voti non validi               | Voti non validi           | Voti non validi       | 18 488  | 14,52 |  |  |  |  |  |
| Votanti                       | Votanti                   | Votanti               | 127 348 | 72,00 |  |  |  |  |  |
| Elettori                      | Elettori                  | Elettori              | 176 870 |       |  |  |  |  |  |
|                               |                           |                       |         |       |  |  |  |  |  |
| Data: 27-28 marzo 1994        |                           |                       |         |       |  |  |  |  |  |
| Fonte: Ministero dell'interno |                           |                       |         |       |  |  |  |  |  |

### XIII legislatura
|                               | Baldassare Lauria ✔️ Eletto | Polo per le Libertà                      | 46 525  | 44,42 |  |  |  |  |  |
|                               | Ludovico Corrao ✔️ Eletto   | L'Ulivo                                  | 41 885  | 39,99 |  |  |  |  |  |
|                               | Giuseppe Salvo              | Lista Pannella-Sgarbi                    | 7 763   | 7,41  |  |  |  |  |  |
|                               | Ignazio Caldarella          | Movimento Sociale Fiamma Tricolore       | 3 446   | 3,29  |  |  |  |  |  |
|                               | Giuseppe Ferrara            | Partito Socialista                       | 2 193   | 2,09  |  |  |  |  |  |
|                               | Giuseppe Sorrentino         | Noi Siciliani-Fronte Nazionale Siciliano | 2 105   | 2,01  |  |  |  |  |  |
|                               | Fedele Di Liberto           | Rinnovamento                             | 811     | 0,77  |  |  |  |  |  |
| Totale                        | Totale                      | Totale                                   | 104 728 | 100   |  |  |  |  |  |
|                               |                             |                                          |         |       |  |  |  |  |  |
| Voti non validi               | Voti non validi             | Voti non validi                          | 18 930  | 15,31 |  |  |  |  |  |
| Votanti                       | Votanti                     | Votanti                                  | 123 658 | 68,12 |  |  |  |  |  |
| Elettori                      | Elettori                    | Elettori                                 | 181 536 |       |  |  |  |  |  |
|                               |                             |                                          |         |       |  |  |  |  |  |
| Data: 21 aprile 1996          |                             |                                          |         |       |  |  |  |  |  |
| Fonte: Ministero dell'interno |                             |                                          |         |       |  |  |  |  |  |

### XIV legislatura
|                               | Giuseppe Bongiorno ✔️ Eletto | Casa delle Libertà                   | 56 216  | 47,72 |  |  |  |  |  |
|                               | Antonino Papania             | L'Ulivo                              | 37 993  | 32,25 |  |  |  |  |  |
|                               | Enzo Borruso                 | Democrazia Europea                   | 9 827   | 8,34  |  |  |  |  |  |
|                               | Ludovico Corrao              | Partito della Rifondazione Comunista | 5 723   | 4,86  |  |  |  |  |  |
|                               | Vincenzo Calafato            | Lista Pannella-Bonino                | 2 587   | 2,20  |  |  |  |  |  |
|                               | Antonino Lucio Provenzano    | Fronte Nazionale                     | 2 478   | 2,10  |  |  |  |  |  |
|                               | Vito Pipitone                | Lista Di Pietro                      | 2 461   | 2,09  |  |  |  |  |  |
|                               | Natale Randazzo              | Noi Siciliani                        | 512     | 0,43  |  |  |  |  |  |
| Totale                        | Totale                       | Totale                               | 117 797 | 100   |  |  |  |  |  |
|                               |                              |                                      |         |       |  |  |  |  |  |
| Voti non validi               | Voti non validi              | Voti non validi                      | 12 897  | 9,87  |  |  |  |  |  |
| Votanti                       | Votanti                      | Votanti                              | 130 694 | 69,29 |  |  |  |  |  |
| Elettori                      | Elettori                     | Elettori                             | 188 623 |       |  |  |  |  |  |
|                               |                              |                                      |         |       |  |  |  |  |  |
| Data: 13 maggio 2001          |                              |                                      |         |       |  |  |  |  |  |
| Fonte: Ministero dell'interno |                              |                                      |         |       |  |  |  |  |  |